# Petrozzani
Petrozzani, nobile famiglia di Mantova. Ebbero i titoli di conti di Altavilla, Odalengo Grande, Villadeati e Villa San Secondo.

## Personaggi illustri

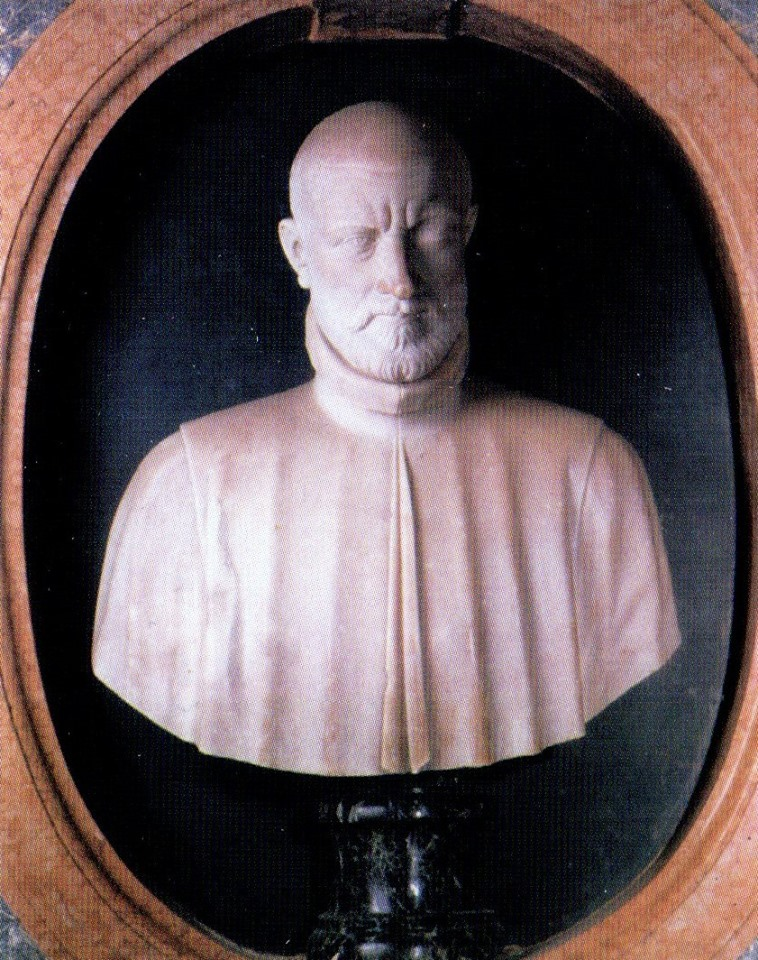
Busto di Tullio Petrozzani

- Isabella Petrozzani (XVI secolo), amante del cardinale Ercole Gonzaga, dalla quale ebbe due figli[2]
- Tullio Petrozzani (1538-1609), politico e religioso
- Angelo Petrozzani (1741-1814), giureconsulto, presidente del tribunale di Mantova e prefetto dell'Accademia virgiliana[3]

## Possedimenti
- Palazzo Petrozzani (già Malatesta) a Mantova[4]

## Arma
Troncato, al 1° d'azzurro, al liocorno, d'oro, nascente dalla partizione, al 2° di verde, alla banda d'argento, alias: Spaccato, nel 1° d'azzurro, al liocorno nascente al naturale, movente dalla partizione; nel 2° di verde, alla banda trinciata d'oro e di rosso.